# Parc d'État de Waimea Canyon
Le Waimea Canyon, connu également sous le nom de Grand Canyon du Pacifique, est un vaste canyon, d'environ 16 km de long, 1,5 km de large et environ 1 km de profondeur. Il se trouve à l'ouest de l'île de Kauaʻi dans les îles Hawaï, aux États-Unis. 
Waimea est un terme hawaïen signifiant « eau rougeâtre », en référence à l'érosion des sols rouges du canyon. Le canyon a été formé par une incision de la rivière Waimea et causé par l'extrême pluviosité sur le pic central de l'île, le mont Waialeale, l'un des endroits les plus arrosés sur Terre.    

## Géologie
Le canyon a une histoire géologique unique, car il a été formé non seulement par le processus permanent de l'érosion, mais aussi par un effondrement catastrophique du volcan qui a créé Kaua'i.
Comme les autres îles hawaïennes, Kauaʻi constitue en fait le sommet d'un énorme volcan océanique. Avec des coulées de lave datées d'environ 5 millions d'années, Kauaʻi est la plus ancienne des grandes îles hawaïennes. Il y a environ 4 millions d'années, alors que Kaua'i était encore en éruption presque en permanence, une partie de l'île s'est effondrée. Cet effondrement a formé une dépression qui s'est ensuite remplie avec des coulées de lave.
Avec le temps, l'écoulement de l'eau de pluie sur les pentes du mont Waiʻaleʻale ont érodé Waimea Canyon. Sur le côté est du canyon, les falaises sont faites à partir d'épaisses coulées de lave. Au fil du temps, le basalte exposé est passé du noir originel au rouge vif.

## Géographie
De tous les superbes sites naturels d'Hawaï, le canyon de Waimea est probablement le plus impressionnant. À la différence de son cousin nord-américain, le canyon de Waimea arbore des parois couvertes d'une végétation luxuriante. On y trouve aussi les chutes de Waipo'o, des cascades qui se jettent dans le canyon sur plus de 200 mètres de hauteur.

Le parc d'État de Waimea Canyon occupe une surface de 750 hectares et est une attraction touristique très populaire sur l'île. Il offre une zone de nature sauvage et de nombreux sentiers de randonnée, ainsi que de nombreux points d'observation offrant des vues magnifiques. 

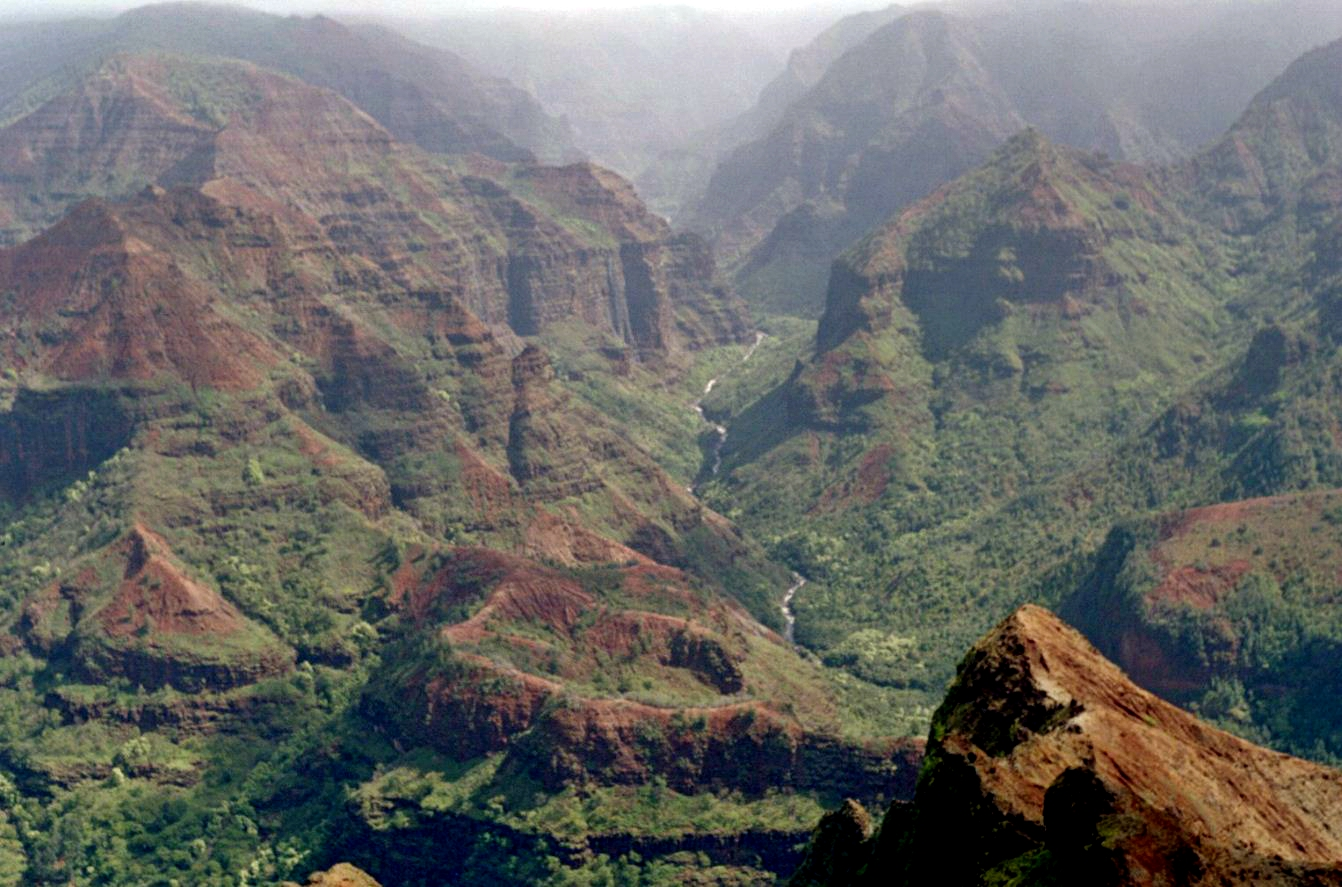
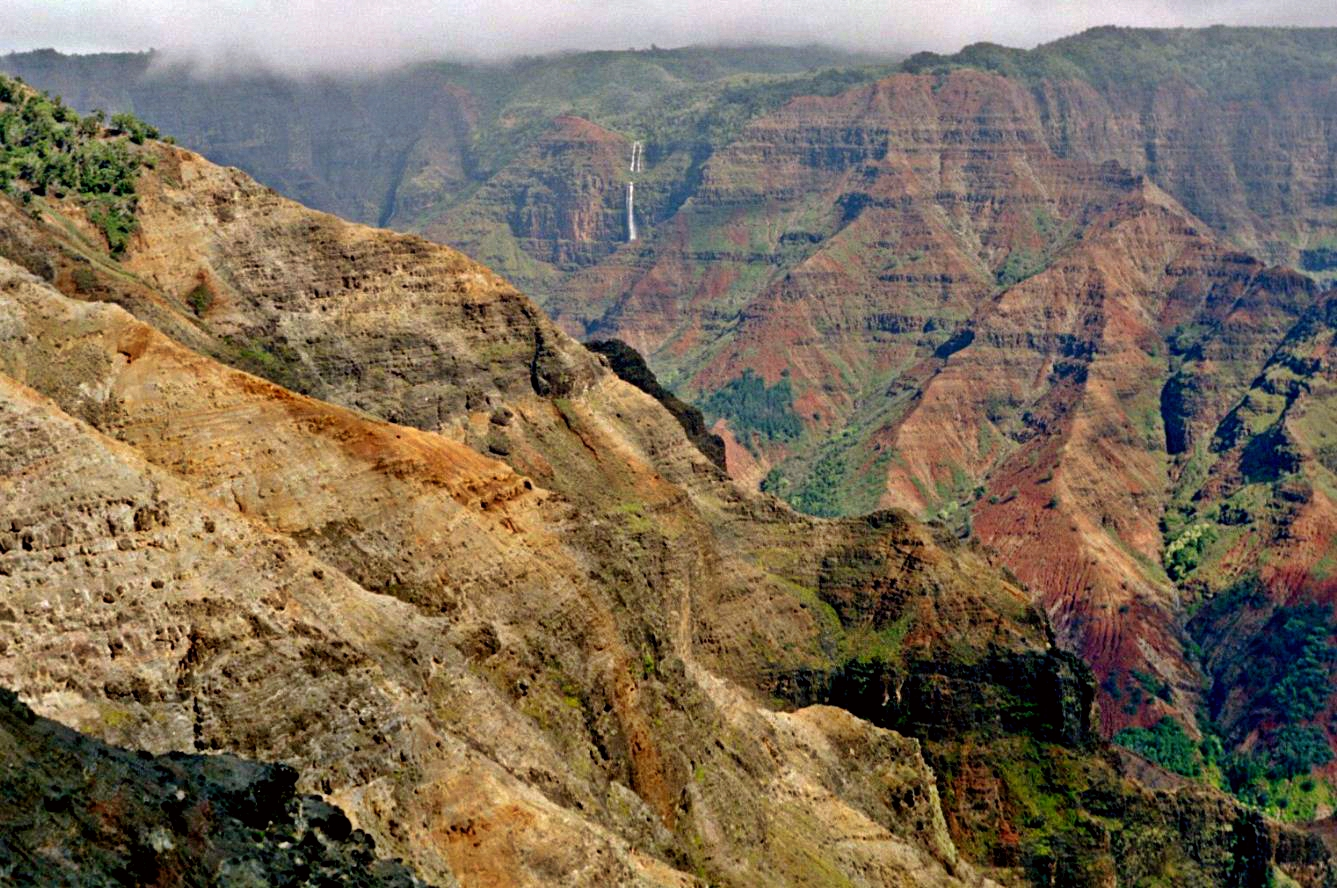
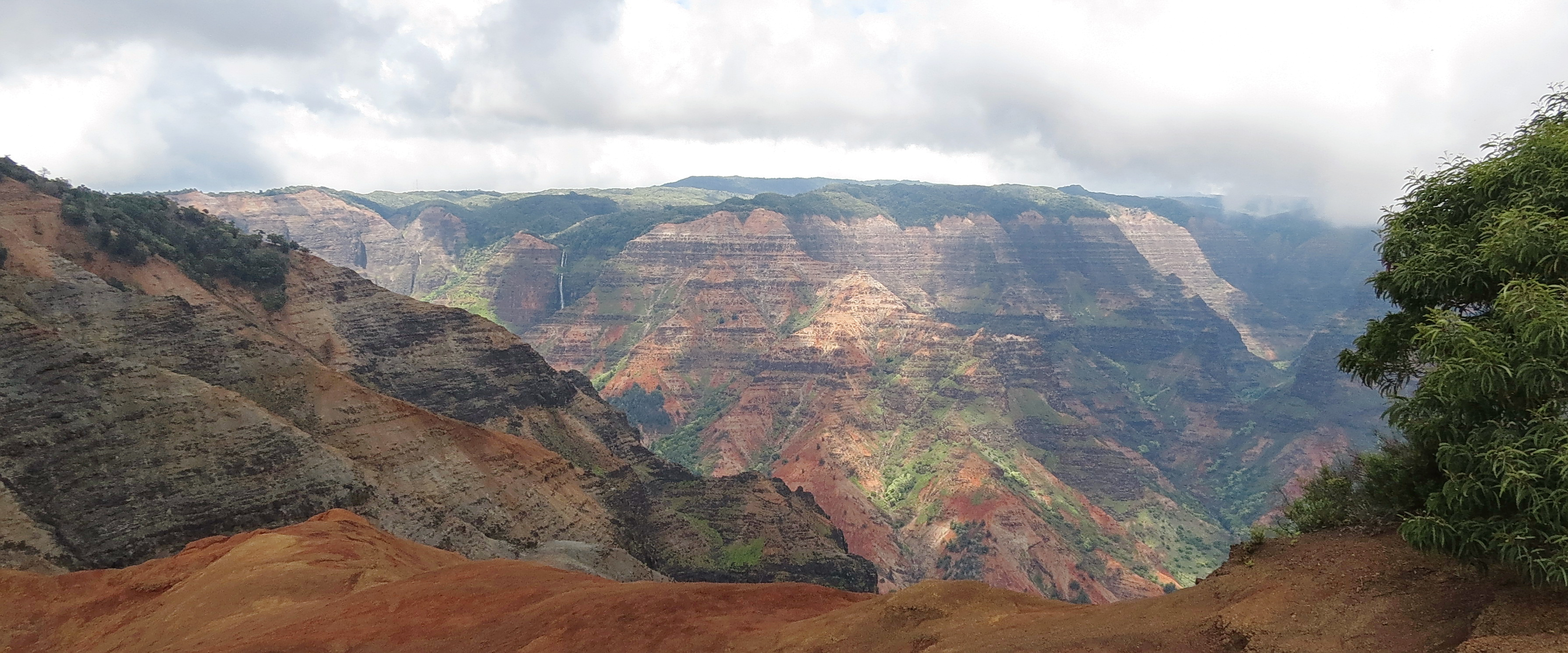
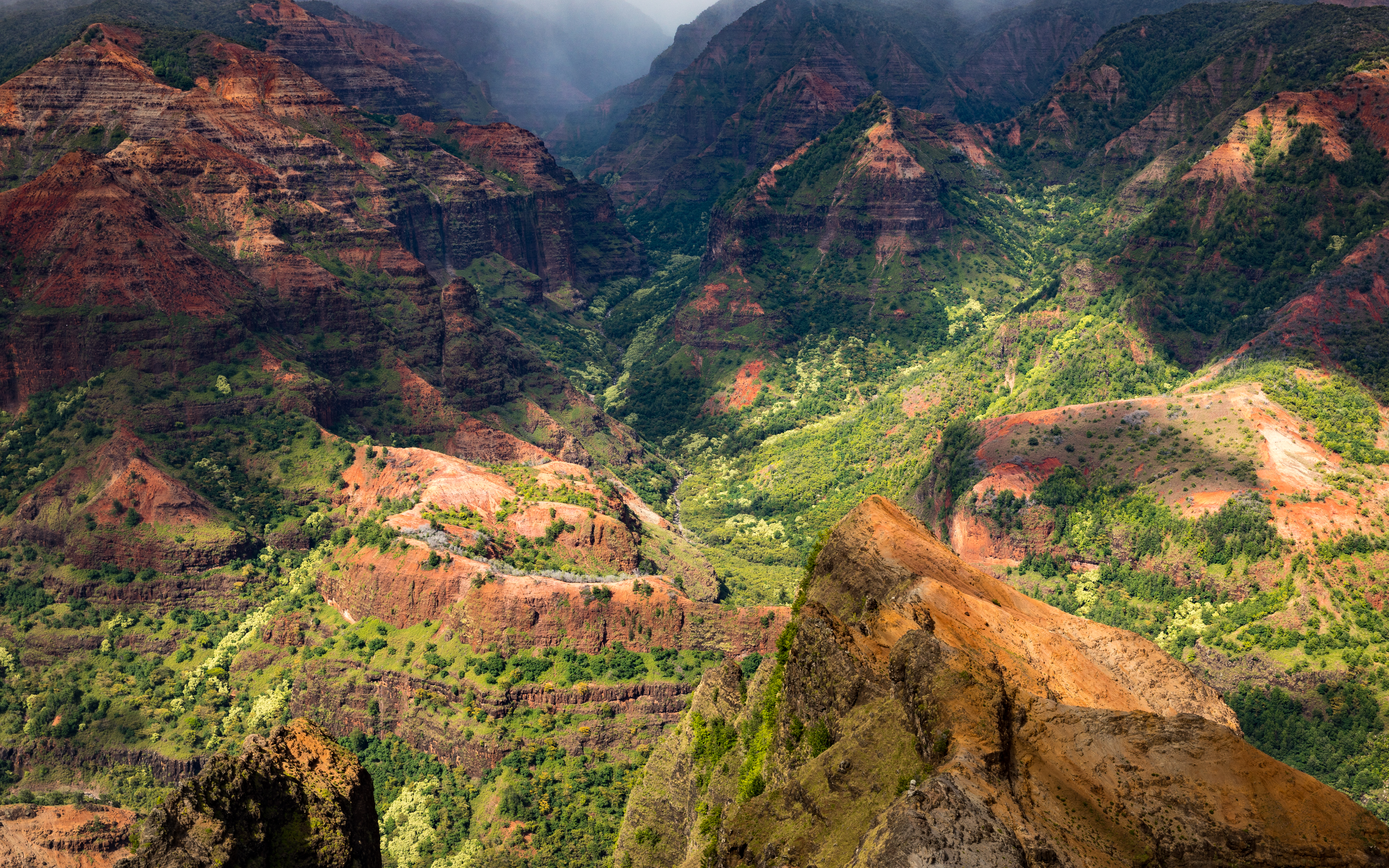
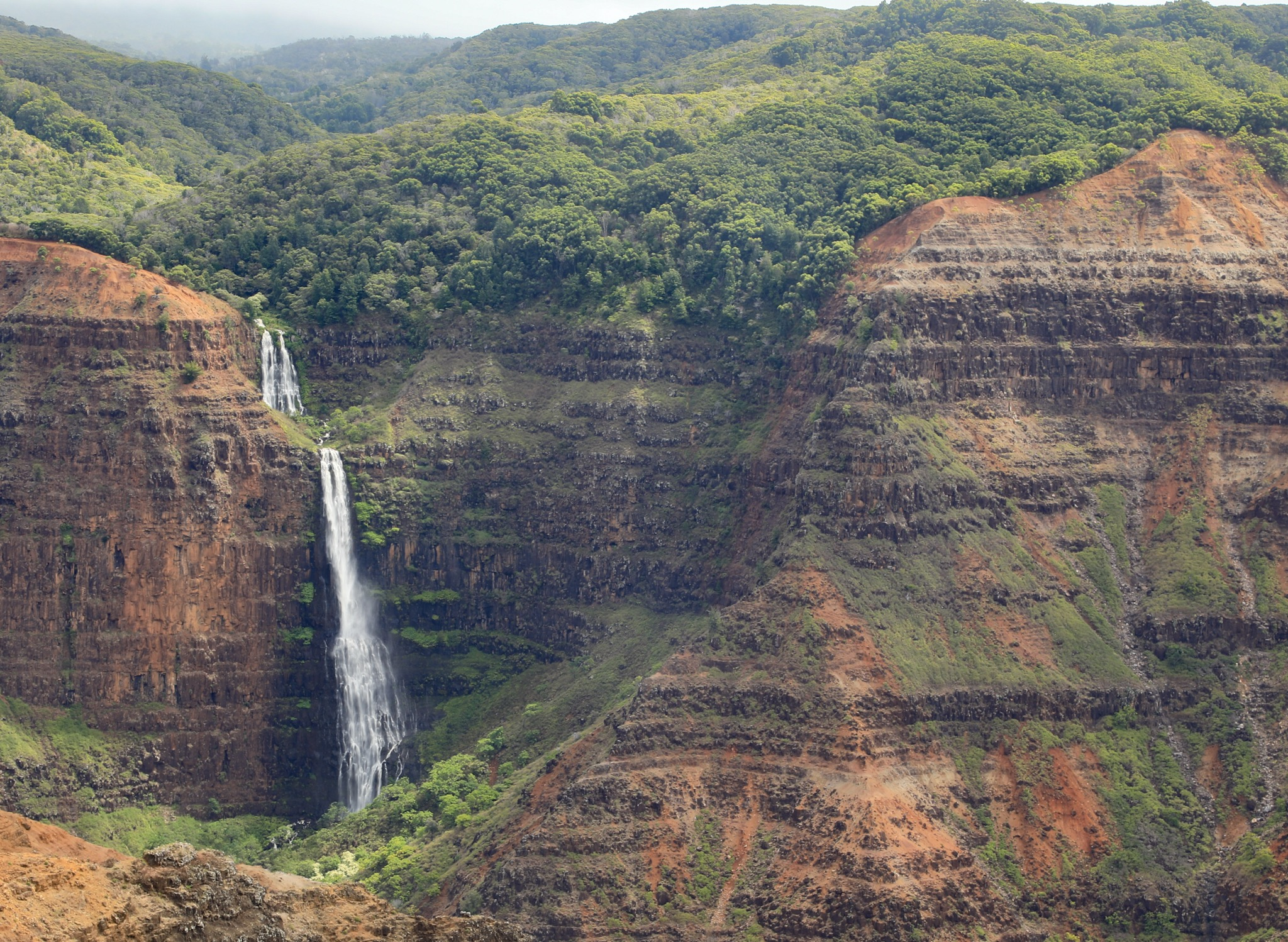
Cascade